# Erlöserkirche (Podbořany)

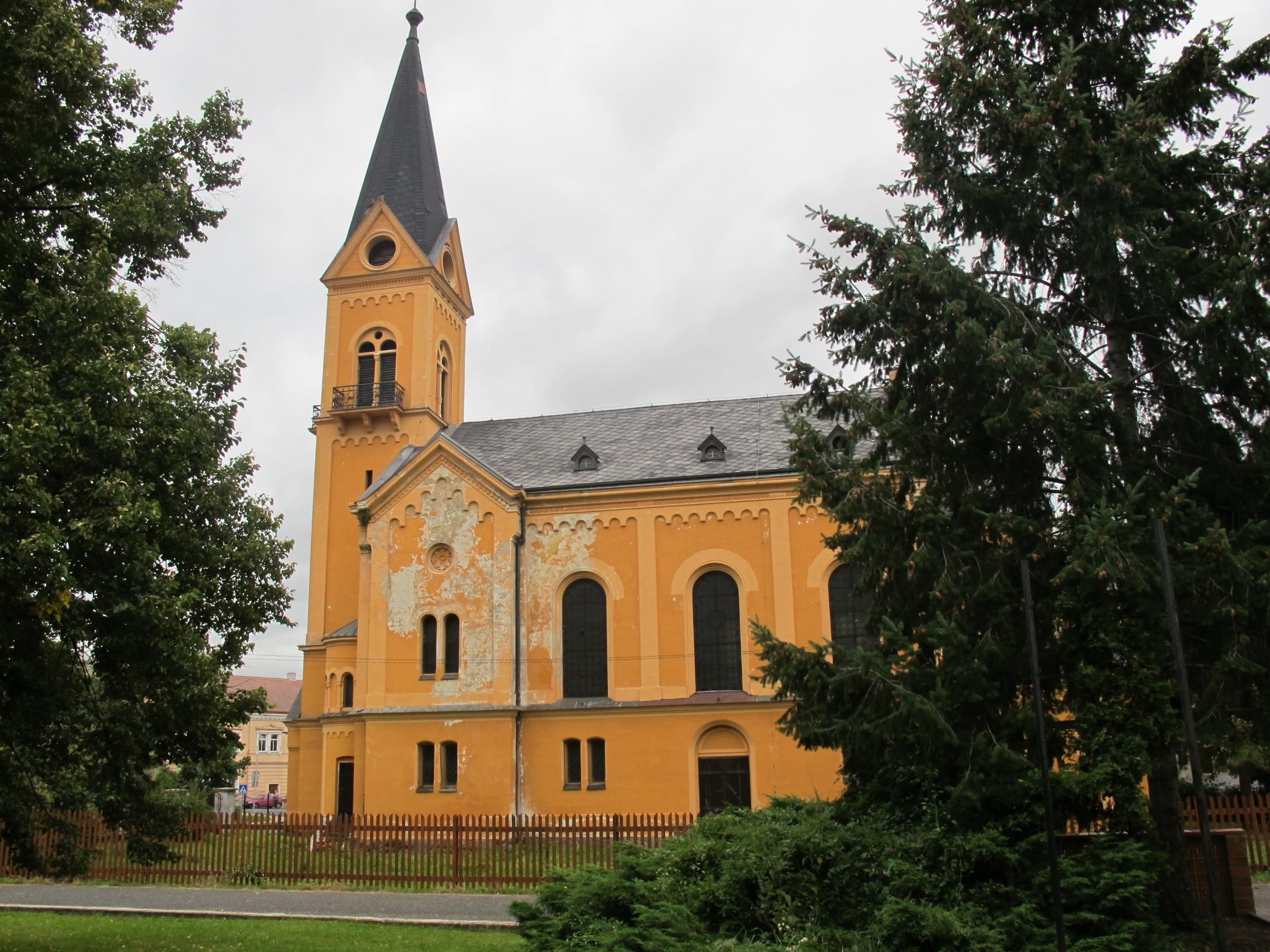
Evangelische Kirche Podersam

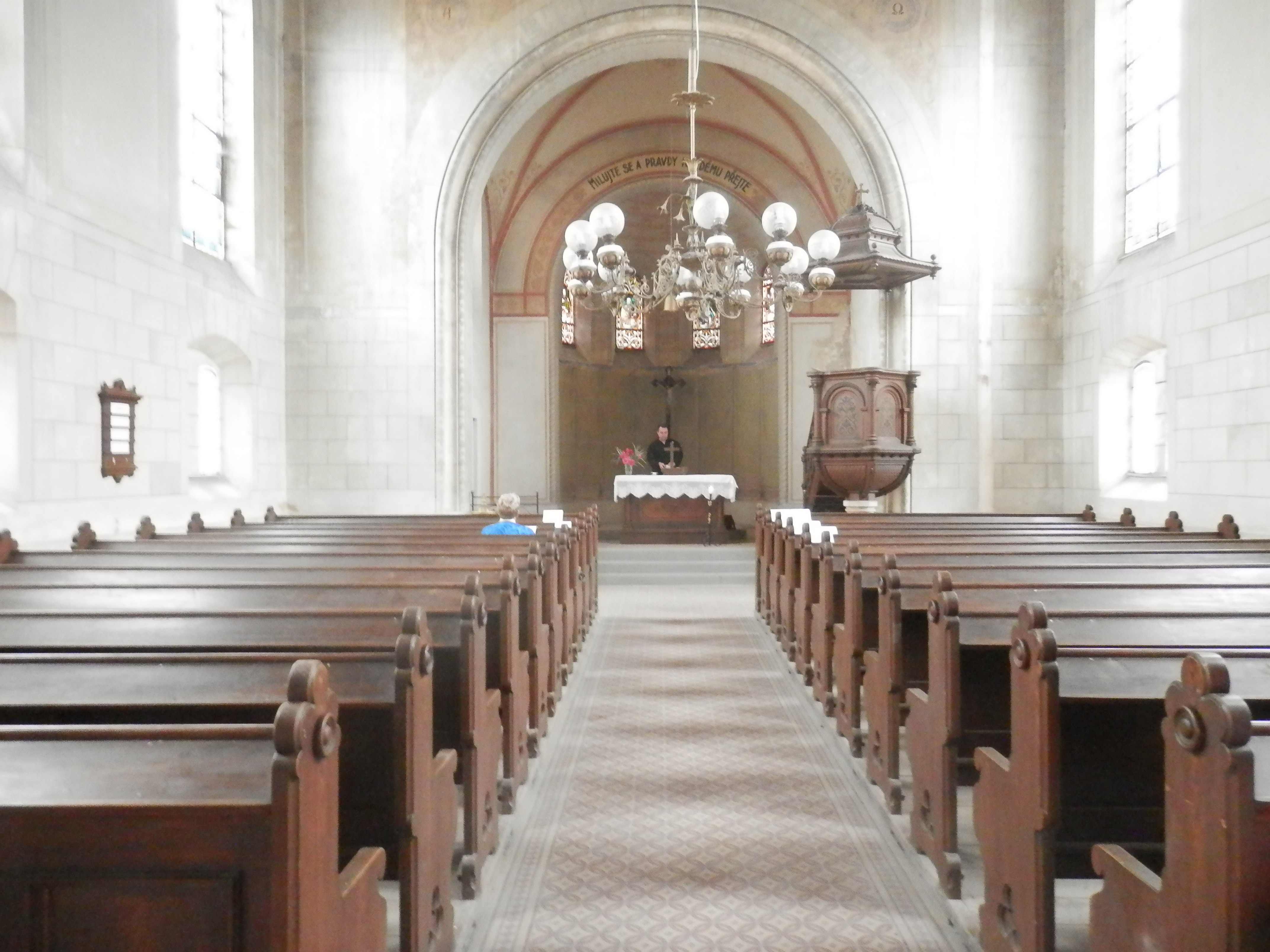
Innenansicht

Die Erlöserkirche (tschechisch Kostel Božího Spasitele) ist die evangelische Kirche von Podersam im Okres Louny in Tschechien.

## Geschichte
Um die Mitte des 16. Jahrhunderts hatte sich in Podersam eine evangelische Gemeinde etabliert, die aber im Zuge der Gegenreformation zu Beginn des Dreißigjährigen Kriegs aufgelöst wurde. Erst mit der wirtschaftlichen Entwicklung der Stadt in der zweiten Hälfte des 19. Jahrhunderts brachte mehrere Unternehmerfamilien evangelischen Konfession nach Podersam, namentlich nach 1861, als das Protestantenpatent im Habsburgerreich eine Emanzipation des Protestantismus bewirkte. 1895 erhielt Podersam, zunächst in der Bürgerschule, eine eigene Predigtstation. Zugleich entstand der Wunsch nach einem eigenen Kirchenbau, zu dem am 6. Juni 1901 der Grundstein gelegt wurde. Die Pläne zu dem Kirchenbau lieferte Baurat Victor Schwerdtner, Professor an der Staatsgewerbeschule in Pilsen, die örtliche Bauführung übernahm Baumeister Ferdinand Schindler aus Podersam. Der Frauenverein des Gustav-Adolf-Werks in Schleswig-Holstein stiftete den von der Kunsttischlerei Franz Gröbl aus Kaaden geschaffenen Altar und die Kanzel. Am 9. November 1902 konnte die Kirche eingeweiht werden, die dann 1908 als Filialgemeinde der neugegründeten Christuskirche in Saaz zugeordnet wurde. Die Glocke stammte aus der Glockengießerei in Apolda.
Nach dem Zweiten Weltkrieg übernahm 1951 die Tschechoslowakische Hussitische Kirche die Kirche, bis 1968 noch zusammen mit der Evangelischen Kirche der Böhmischen Brüder. Seither wird die Kirche noch gelegentlich für Gottesdienste, vorwiegend aber für kulturelle Veranstaltungen genutzt.

## Architektur
Die Erlöserkirche ist eine in den Formen des Rundbogenstils als verputzter Ziegelbau errichtete, im Innern flachgedeckte Saalkirche mit kreuzrippengewölbten Vorchor mit Apsis und vorgesetztem Turmbau, das Emporenjoch ist nach außen durch einen übergiebelten Risalit betont.

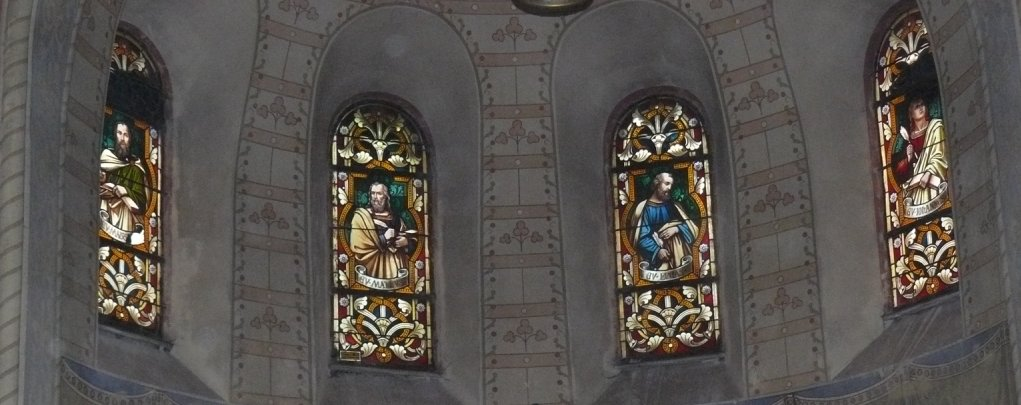
Evangelistenfenster der Apsis

Die von Mitgliedern der evangelischen Gemeinden in Podersam und Saaz gestifteten Glasmalereien stammen von der Königlich Sächsischen Hofglasmalerei C. L. Türcke in Zittau und Grottau. Die vier Fenster der Apsis zeigen die Evangelisten Matthäus, Markus, Lukas und Johannes, die beiden mittleren Fenster im Hauptschiff Medaillons der beiden Reformatoren Martin Luther und Philipp Melanchthon.